# Psyllaephagus femoralis
Psyllaephagus femoralis är en stekelart som beskrevs av Borelli 1920. Psyllaephagus femoralis ingår i släktet Psyllaephagus och familjen sköldlussteklar.
Artens utbredningsområde är:
- Frankrike.
- Italien.

Inga underarter finns listade i Catalogue of Life.